# おかあさん (香田晋の曲)
「おかあさん」は、2006年8月30日に発売された香田晋の30作目のシングル。2006年8月から2007年7月までの間、フジテレビ系『クイズ!ヘキサゴンII』のエンディングテーマとして使用された。

## 解説
前作「源さん音頭」から2か月後の発売。
「おかあさん」は、香田が出演していた『クイズ!ヘキサゴンII』司会者の島田紳助がプロデュース・作詞を務めた作品で、紳助が「CDにならなくてもいいから、（香田に）曲を作ろうと思った」ことから進んだ企画である。紳助は作詞には3か月をかけ、CDジャケットの題字も書き、衣装も考えた。ミュージックビデオでは、フジテレビのあるお台場ほか『ヘキサゴンII』の収録スタジオで歌っている場面がある。『ヘキサゴンII』発のコンピレーション・アルバムやDVDに収録されたことはない。
カップリングの「南の島〜友へ〜」は、作曲者である高原兄のカバー曲（商品化はされていない）である。香田が芸能界を引退した2012年まで、自身のアルバムに収録されたことがなかった。『ヘキサゴンII』発ユニット・羞恥心がアルバム『WE LOVE ♥ ヘキサゴン』内で同曲をカバー、シークレットトラックとして収録されている。

## 収録曲
1. おかあさん（5:00）
作詞：島田紳助、作曲：高原兄、編曲：岩室晶子
2. 南の島〜友へ〜（4:18）
作詞：島田紳助 作曲：高原兄、編曲：岩室晶子
3. おかあさん（オリジナルカラオケ）（4:59）
4. おかあさん（一般用カラオケ半音下げ）（4:59）
5. 南の島〜友へ〜（オリジナルカラオケ）（4:19）